# 아마구

아마 구의 위치

아마구(영어: Armagh District, 아일랜드어: Ceantar Ard Mhacha)는 2015년까지 존재했던 북아일랜드의 옛 구였다. 행정 중심지는 아마이며 면적은 671km2, 인구는 58,800명(2010년 기준), 인구 밀도는 88명/km2이다.

## 구 정보
- 행정 중심지: 아마
- 면적: 671km2
- 인구: 58,800명 (2010년 기준)
- 인구 밀도: 88명/km2
- ISO 3166-2 코드: GB-ARM
- ONS 코드: 95O
- 종교 분포: 천주교 50.0%, 개신교 48.7%